# Матам, Бернарден
Бернарден Леду Кинге Матам (фр. Bernardin Ledoux Kingué Matam; род. 20 мая 1990 года, Яунде, Камерун) — камерунский и французский тяжелоатлет, выступающий в весовой категории до 69 кг. Чемпион Европы 2017 и 2019 годов, многократный бронзовый призёр чемпионатов мира, Европы и Африки. Участник Олимпиад в Лондоне и Рио-де-Жанейро.

## Биография
Бернарден Матам родился 20 мая 1990 года в Яунде (Камерун) в многодетной семье. 11 из 14 братьев и сестер также стали тяжелоатлетами.
Тяжёлой атлетикой начал заниматься в 13 лет под руководством отца, тренера по тяжёлой атлетике, Дидье Матама.  В настоящее время Бернардена тренирует старший брат, Дэвид Матам.
В 2008 году на чемпионате Африки в Странде (ЮАР) Бернарден Матам стал третьим в категории до 69 кг.
В 2011 году Бернарден Матам принял французское гражданство и получил право выступать за сборную Франции.
В 2012,  2013 и  2015 годах Бернарден Матам три раза становился третьим на чемпионатах Европы в категории до 69 кг.
В 2013 году на чемпионате Европы в Тиране по сумме двоеборья занял 4-е место. Но после дисквалификации за применение допинга серебряного призёра соревнований, Сардара Гасанова, бронзовая медаль перешла Бернардену Матаму.
В 2017 году на чемпионате Европы в Сплите Бернарден Матам стал чемпионом в своей категории, а на чемпионате мира в Анахайме — третьим.
На чемпионате Европы в Батуми, в 2019 году, французский спортсмен сумел стать двукратным чемпионом Европы. В весовой категории до 67 кг он по сумме двух упражнений взял 312 кг. В упражнение толчок он завоевал малую золотую медаль (175 кг).

## Спортивные результаты
| Год  | Соревнование            | Место проведения | Весовая категория | Рывок  | Толчок | Сумма двоеборья | Место |
| 2008 | Чемпионат Африки        | Странд           | до 69 кг          | 135 кг | 165 кг | 300 кг          | 3     |
| 2011 | Чемпионат мира          | Париж            | до 69 кг          | 141 кг | 181 кг | 322 кг          | 7     |
| 2012 | Чемпионат Европы        | Анталья          | до 69 кг          | 145 кг | 173 кг | 318 кг          | 3     |
| 2012 | Летние Олимпийские игры | Лондон           | до 69 кг          | —      | —      | —               | DNF   |
| 2013 | Чемпионат Европы        | Тирана           | до 69 кг          | 143 кг | 168 кг | 311 кг          | 3     |
| 2013 | Чемпионат мира          | Вроцлав          | до 69 кг          | 139 кг | 171 кг | 310 кг          | 8     |
| 2014 | Чемпионат мира          | Алма-Ата         | до 69 кг          | 142 кг | 177 кг | 319 кг          | 7     |
| 2015 | Чемпионат Европы        | Тбилиси          | до 69 кг          | 146 кг | 175 кг | 321 кг          | 3     |
| 2015 | Чемпионат мира          | Хьюстон          | до 69 кг          | 147 кг | 175 кг | 322 кг          | 8     |
| 2016 | Чемпионат Европы        | Фёрде            | до 69 кг          | 140 кг | 173 кг | 313 кг          | 4     |
| 2016 | Летние Олимпийские игры | Рио-де-Жанейро   | до 69 кг          | 140 кг | 180 кг | 320 кг          | 7     |
| 2017 | Чемпионат Европы        | Сплит            | до 69 кг          | 140 кг | 180 кг | 320 кг          | 1     |
| 2017 | Чемпионат мира          | Анахайм          | до 69 кг          | 144 кг | 177 кг | 318 кг          | 3     |
| 2018 | Чемпионат мира          | Ашхабад          | до 67 кг          | 134 кг | 173 кг | 307 кг          | 10    |
| 2019 | Чемпионат Европы        | Батуми           | до 67 кг          | 137 кг | 175 кг | 312 кг          | 1     |
| 2019 | Чемпионат мира          | Паттайя          | до 67 кг          | 138 кг | 175 кг | 313 кг          | 9     |

## Семья
Трое братьев Бернардена также стали известными штангистами: Самсон, Дэвид и Альфонс.